# 工事担任者規則
工事担任者規則（こうじたんにんしゃきそく、昭和60年4月1日郵政省令第27号）は、電気通信事業法に基づき工事担任者について定めた総務省令である。

## 構成
2024年（令和6年）12月13日現在
- 第1章 総則（第1条 - 第4条）
- 第2章 工事担任者試験（第5条 - 第23条）
- 第3章 工事担任者の養成課程（第24条 - 第34条）
- 第4章 工事担任者の認定（第35条・第36条）
- 第5章 工事担任者資格者証の交付（第37条 - 第41条の2）
- 第6章 指定試験機関（第42条 - 第55条）
- 第7章 雑則（第56条・第57条）
- 附則

## 種別
2021年（令和3年）4月1日現在
第4条に次の5種が規定されている。
- 総合通信
- 第一級アナログ通信
- 第二級アナログ通信
- 第一級デジタル通信
- 第二級デジタル通信

### 従前の種別
従前の種別には次のものがあった。
変遷は#沿革を参照。
- アナログ第一種
- アナログ第二種
- アナログ第三種
- デジタル第一種
- デジタル第二種
- デジタル第三種
- アナログ・デジタル総合種
- AI第1種
- AI第2種
- AI第3種
- DD第1種
- DD第2種
- DD第3種
- AI･DD総合種

従前の有資格者は従前の工事範囲の工事を行うことができ、資格者証の書換えも不要である。

## 指定機関
日本データ通信協会が国家試験の実施に対して指定されている。

## 認定施設者
総務大臣の認定を受けた学校等の団体は養成課程を実施できる。
この認定を受けた団体、つまり実施団体は本規則第28条により認定施設者と呼ばれる。
- 日本データ通信協会はインターネットを介して実施している。
- 学校等の団体が対面により実施している。

## 沿革
1985年（昭和60年）- 昭和60年郵政省令第28号として制定
- 当初の種別は次の5種
  - アナログ第一種
  - アナログ第二種
  - アナログ第三種
  - デジタル第一種
  - デジタル第二種

1996年（平成8年）- 平成8年郵政省令第27号による改正
- アナログ・デジタル総合種が追加

1998年（平成10年）- 平成10年郵政省令第45号による改正
- デジタル第三種が追加

2005年（平成17年）- 平成17年総務省令第78号による改正
- 次の7種を規定
  - AI第1種
  - AI第2種
  - AI第3種
  - DD第1種
  - DD第2種
  - DD第3種
  - AI･DD総合種

2001年（平成13年）- 中央省庁再編で郵政省廃止、総務省設置
- 中央省庁等改革のための郵政省関係省令の整備に関する省令[3]第68条により総務省令となる。

2021年（令和3年）- 令和2年総務省令第85号による改正の施行
- 次の5種を規定
  - 総合通信
  - 第一級アナログ通信
  - 第二級アナログ通信
  - 第一級デジタル通信
  - 第二級デジタル通信